# Exophyla platti
Exophyla platti là một loài bướm đêm trong họ Erebidae.